# Ernest Ngboko Ngombe

Wappen von Ernest Ngboko Ngombe als Bischof von Lisala

Ernest Ngboko Ngombe CICM (* 25. Mai 1964 in Kanya Mbonda, Provinz Équateur) ist ein kongolesischer Ordensgeistlicher und römisch-katholischer Erzbischof von Mbandaka-Bikoro.

## Leben
Ernest Ngboko Ngombe trat der Ordensgemeinschaft der Kongregation vom Unbefleckten Herzen Mariens bei und legte am 17. Oktober 1987 die zeitliche Profess ab. Er studierte in Yaoundé am Institut Saint Augustin und am Institut Saint Cyprien . Am 20. Juni 1996 spendete ihm der Erzbischof von Dakar, Hyacinthe Kardinal Thiandoum, in der Kathedrale von Dakar die Priesterweihe.
Nach der Priesterweihe war er als Missionar im Senegal tätig, wo er von 2001 bis 2010 auch Regionaloberer seines Ordens war. In den Jahren 2010 bis 2011 absolvierte er bei der Catholic Theological Union in den Vereinigten Staaten ein Lizenziatsstudium in Theologie. 2011 übernahm er als Rektor die Leitung des Theologischen Seminars von Kamerun und wurde Koordinator seines Ordens für die Region Afrika. Im gleichen Jahr wurde er Generalvikar seiner Ordensgemeinschaft mit Sitz in Rom.
Papst Franziskus ernannte ihn am 11. Februar 2015 zum Bischof von Lisala. Die Bischofsweihe spendete ihm sein Amtsvorgänger Louis Nkinga Bondala CICM am 19. April desselben Jahres. Mitkonsekratoren waren der Bischof von Basankusu, Joseph Mokobe Ndjoku, und der Erzbischof von Mbandaka-Bikoro, Joseph Kumuondala Mbimba.
Am 23. November 2019 ernannte ihn Franziskus zum Erzbischof von Mbandaka-Bikoro. Die Amtseinführung erfolgte am 26. Januar 2020. Bis zur Bischofsweihe und Amtseinführung seines Nachfolgers am 29. Mai 2021 war Ernest Ngboko Ngombe zudem Apostolischer Administrator von Lisala.